# 자리나 와하브
자리나 와하브(힌디어: ज़रीना वहाब, 1959년 7월 17일 ~ )는 인도의 배우이다.